# Jorge Juan (1877)
Lo Jorge Juan è stato un incrociatore protetto di 2ª della Armada Española in servizio tra il 1877 e il 1898, autoaffondato nella baia di Nipe, dopo un combattimento contro le navi americane, nel corso della guerra ispano-americana del 1898

## Storia
Nel 1872 il Ministro della marina del Regno di Spagna, Rafael Rodríguez Arias, commissionò ai cantieri navali Forges et Chantiers de la Mediterranée di La Seyne-sur-Mer, Tolone, in Francia, la costruzione di due incrociatori protetti di seconda classe, con scafo in ferro, designati  Sánchez Barcaiztegui e Jorge Juan che dovevano servire nel corso delle guerre carliste. Entrambe le unità, progettate dall'ingegnere navale Joacquín Torres, furono impostate il 23 dicembre 1875, varate a Tolone il 23 marzo 1876 ed entrarono in servizio il 12 luglio 1877, assegnate insieme al gemello Sánchez Barcaiztegui' a prestare servizio nella acque dell'isola di Cuba.

## Descrizione tecnica
Lo Jorge Juan era un incrociatore protetto che dislocava 935 tonnellate a pieno carico, era lungo 63,73 m, largo 9,05 m, e con un pescaggio di 4,72 m. L'apparato propulsivo si basava su 1 macchina motrice con una potenza indicata di 1.100 ihp, che muovevano una elica. La dotazione di carbone era pari a 480 tonnellate. La velocità massima raggiungibile era pari a 13 nodi.  L'armamento principale si basava su 3 cannoni Parrot da 160 mm, 2 cannoni Krupp da 75 mm, 1 cannone in bronzo da 80 mm, 2 mitragliatrici.

## Impiego operativo
Il basso pescaggio, lo scarso armamento e la bassa velocità,e la nessuna protezione presente, ne facevano navi ideali per il servizio coloniale. Arrivato a Cuba fu destinato a prestare servizio presso l'ancoraggio di Santiago di Cuba, compiendo operazioni di vigilanza e prevenzione al fine di contrastare il contrabbando di armi, munizioni e persone destinate agli insorti cubani. Nel dicembre 1877 partecipò alle operazioni di ricerca della nave corsara cubana Monteczuma, insieme alla corvetta Tornado che fu intercettata sulla costa dei Mosquito il 3 gennaio 1878. L'equipaggio della nave corsare, prima di essere catturato, autoaffondò la nave e fuggì verso la costa a bordo delle imbarcazioni di salvataggio. Il Jorge Juan rientrò poi a Cienfuegos con a bordo 20 insorti prigionieri catturati a terra. Nel luglio 1885 salpò da l'Avana per portarsi a Port-au-Prince, Haiti, al fine di proteggere i sudditi spagnoli residenti in quel paese sconvolto da numerose rivolte. Il 30 marzo 1893 la replica della caracca di Cristoforo Colombo Santa Maria arrivò a San Juan di Porto Rico, e lo Jorge Juan si portò li per rimorchiarla a l'Avana dove si trovavano già le repliche delle caravelle Niña e Pinta.
Nel corso del 1896 svolse numerose missioni di contrasto ai ribelli cubani. Nel marzo di quell'anno salpò da l'Avana al comando del capitano di fregata Gabriel Le-Senne y Cotoner per operare a Cayo Moya, il 2 maggio coprì lo sbarco di truppe provenienti da Baracoa, a bordo della cannoniera Ariete, sulla spiaggia di Toar. Otto giorni dopo effettuò un'altra operazione a Baracoa insieme all'incrociatore Marqués de la Ensenada  e alle cannoniere Martín Alonso Pinzón e Vasco Núñez de Balboa, e diversi mesi dopo catturò quattordici piccole navi dei ribelli nell'insenatura di Toco. Il 22 agosto appoggiò le truppe spagnole operanti nella baia di Lavite de Mayari. Messo fuori servizio il 18 giugno 1897, fu ancorato nella baia di Nipe servendo come pontone al comando del tenente de navío Expósito Peña. Allo scoppio della guerra ispano-americana fu utilizzato come pontone armato, deposito di carbone e siluri nella baia di Nipe. Dopo la distruzione della squadra navale dell'ammiraglio Pascual Cervera y Topete, l'incrociatore Jorge Juan fu attaccato dalle navi americane il 21 luglio 1898, e si difese con i cannoni di bordo e i fucili dell'equipaggio. Prima di arrendersi il suo comandante, il tenente Gómez Marassi, decise di affondare la nave, così come fece il comandante della cannoniera Baracoa, tenente Gutiérrez Fernández.

### Annotazioni
1. ↑  Si trattava di un piroscafo mercantile appartenente alla compagnia di navigazione di Ramón de Herrera y Herrera, conte di Mortera, caduto nelle mani degli insorti cubani il 7 dicembre 1877, dopo aver assassinato il suo comandante Leonardo Cacho e alcuni membri dell'equipaggio.

### Fonti
1. 1 2 3 4 5  Gardiner 1879, p. 386.
2. 1 2 3 4 5 6 7 8 9 10 11 12 13 14 15 16  Todoavante, aw.